# Elefánthalak
Az elefánthalak (csontos nyelvűek, Osteoglossiformes) a csontos halak (Osteichthyes) főosztályába sorolt sugarasúszójú halak (Actinopterygii) osztályának egyik rendje. Édesvízi halak 6 élő és 2 kihalt családjával.

## Rendszerezésük
A rendbe az alábbi alrendek, családok, nemek és fajok tartoznak:
- Alrend: Notopteroidei
  - Gymnarchidae
  - Csőrösszájú halfélék (Mormyridae)
  - Késhalfélék (Notopteridae)
  - Ostariostomidae – kihalt család

- Alrend: Osteoglossoidei
  - Arapaimidae
  - Csontosnyelvűek (Osteoglossidae)
  - Pillangóhalfélék (Pantodontidae)
  - Singidididae –  kihalt család